# Timewind
Timewind — пятый студийный альбом немецкого композитора и музыканта Клауса Шульце, вышедший в 1975 году. Первый сольный альбом Клауса, на котором используется секвенсор.

## Об альбоме
Названия и первого, и второго треков имеют отношение к немецкому композитору Рихарду Вагнеру. Байройт (нем. Bayreuth) — город в Баварии, где композитор построил оперный театр специально для представления своего главного произведения — «Кольца Нибелунгов». Wahnfried — название личной виллы Вагнера, где он был похоронен, а также псевдоним (нем. Richard Wahnfried) самого Шульце.
В 2006 году стал 22-м по счету альбомом Шульце, переизданным компанией Revisited Records.

## Список композиций

### Оригинальное издание
1. «Bayreuth Return» — 30:25
2. «Wahnfried 1883» — 28:37

### Переиздание 2006 года
1. «Bayreuth Return» — 30:25
2. «Wahnfried 1883» — 28:37

Бонус CD
1. «Echoes of Time» — 38:42 (более длинная альтернативная версия «Bayreuth Return»)
2. «Solar Wind» — 12:35
3. «Windy Times» — 4:57